# Rolf Herings
Rolf Herings (* 10. Juli 1940 in Rheydt; † 29. September 2017) war ein deutscher Leichtathlet und Fußballtrainer.

## Karriere
Aufgewachsen ist Rolf Herings in der damals noch selbständigen Stadt Rheydt. Er stammte aus einer sportbegeisterten Familie, der Vater war Leichtathlet und Handballer. Sohn Rolf begann als Neunjähriger mit dem Turnen, machte später Leichtathletik, spielte Handball und Basketball.
Herings trat sportlich als Leichtathlet bei Bayer 04 Leverkusen in Erscheinung. Am 22. September 1961 stellte er mit 82,48 m einen deutschen Rekord im Speerwurf auf, der sechs Jahre lang Bestand hatte. Zwischen 1960 und 1968 bestritt er insgesamt 35 Leichtathletik-Länderkämpfe. Bei den Olympischen Spielen 1964 in Tokio belegte er mit 74,25 m den siebten Platz. In den Jahren 1961 und 1965 wurde er Deutscher Meister im Speerwurf; 1965 wurde er auch Studentenweltmeister. Er hatte bei einer Größe von 1,81 m ein Wettkampfgewicht von 86 kg.
1960 legte er in Mönchengladbach das Abitur ab, begann nach absolviertem Wehrdienst 1961 sein Studium zum Diplom-Sportlehrer. Zwischen 1965 und 1966 absolvierte er auch den Fußballlehrerlehrgang und war seit 1964 als Dozent für Leichtathletik an der Deutschen Sporthochschule tätig – stets auch neben seiner Beschäftigung für den 1. FC Köln. 25 Jahre lang unterrichtete er zudem die angehenden Fußballlehrer im Bereich der Athletik. Borussia Mönchengladbach war sein Einstieg in den Profifußball. Auf Anregung von Hennes Weisweiler kümmerte er sich von 1965 bis 1969 als freier Mitarbeiter regelmäßig um die Athletik der Gladbacher Spieler.
Von 1966 bis 1968 war er Frauen-Bundestrainer im Speerwurf. Im Sommer 1969 wurde er vom 1. FC Köln als Assistenztrainer verpflichtet und trat die Nachfolge von Hans Schäfer an. Trotz seiner allgemeinen Bezeichnung kümmerte er sich primär um die Verbesserung von Kondition und Athletik der Spieler und ging als erster Konditionstrainer der Bundesliga in die Fußballhistorie ein. Seine ersten Cheftrainer beim FC waren Hans Merkle, Ernst Ocwirk und Gyula Lóránt. Seine Erfahrungen aus der Leichtathletik kamen Herings beim Fußball zugute. Im Kraftraum sorgte er für die individuelle Dosierung des Muskelaufbautrainings, draußen für den Aufbau der für einen Fußballprofi notwendigen Kondition.
In seiner Zeit beim 1. FC Köln, bei dem er (mit Ausnahme der Saison 1972/73, in der er bei Bayer 04 Leverkusen Co-Trainer von Gero Bisanz war) ab 1969 beschäftigt war, bekleidete er verschiedene Positionen vom Konditionstrainer über den Co-Trainer bis zum Torwarttrainer. In letzterer Eigenschaft formte und betreute er die Nationaltorhüter Toni Schumacher und Bodo Illgner und galt seitdem als einer der besten Torwarttrainer Deutschlands. Zweimal sprang er beim FC als Trainer ein, als nach den Entlassungen von Gyula Lóránt (1972) bzw. Karl-Heinz Heddergott (1980) noch keine Nachfolger feststanden. In der zweiten Hälfte der Saison 2011/12 fungierte Herings nochmals als zusätzlicher Assistenztrainer unter Frank Schaefer und unterstützte bis zum Sommer 2017 das Training im Nachwuchsleistungs-Zentrum des 1. FC Köln. Im Lizenzspielerbereich erlebte er insgesamt 31 verschiedene Chef- und Interimstrainer.
Herings starb nach kurzer, schwerer Krankheit im Alter von 77 Jahren. Am 9. Oktober 2017 wurde er auf dem Städtischen Hauptfriedhof Mönchengladbach beigesetzt.

## Bilanz als Fußballtrainer in der Bundesliga
- 4 Siege – 3 Unentschieden – 2 Niederlagen
- 11 Punkte aus 9 Spielen
- 1,22 Punkte pro Spiel

## Erfolge als Speerwerfer
- Deutscher Meister – 1961, 1965
- Deutscher Vizemeister – 1963
- Deutscher Leichtathletik-Mannschaftsmeister 1961, 1962, 1963, 1964, 1966, 1969
- Olympiateilnehmer – 1964
- Deutscher Rekord – 1961

## Ehrungen
- Aufnahme in die Hall of Fame des 1. FC Köln – 2018[5]